# Platycleis sporadarum
Platycleis sporadarum är en insektsart som beskrevs av Werner 1933. Platycleis sporadarum ingår i släktet Platycleis och familjen vårtbitare. Inga underarter finns listade i Catalogue of Life.